# Body-Horror

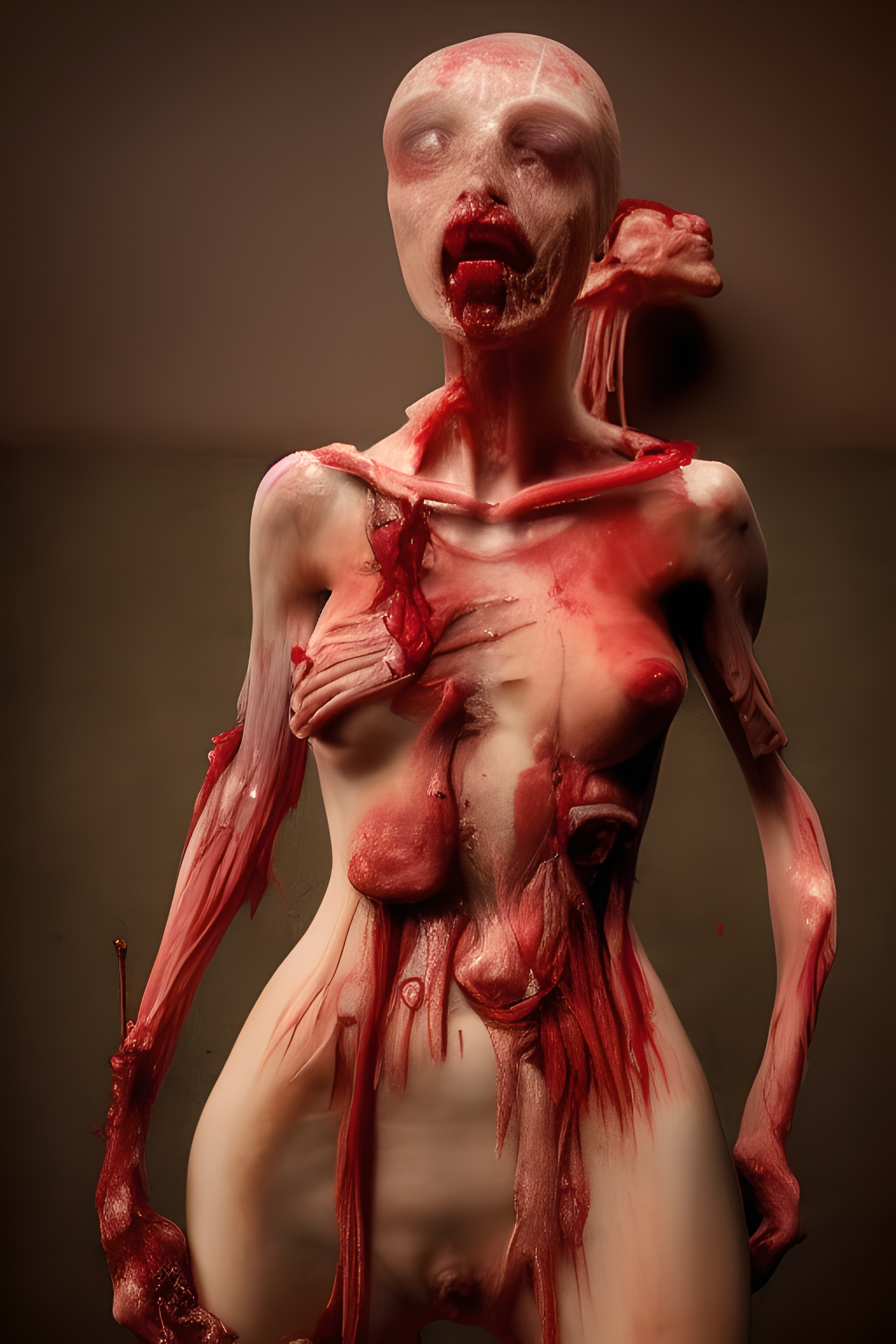
Ein Body-Horror-Bild, das durch künstliche Intelligenz erstellt wurde (Künstler: Stable Diffusion)

Body-Horror (dt. Körperhorror), auch als Biological Horror bezeichnet, ist ein Filmgenre, in dem radikale, destruktive Veränderungen des menschlichen Körpers im Mittelpunkt stehen. Diese Veränderungen sind oft unerfreulich, ungewollt oder experimentell, mitunter auch surrealistisch und nur in der Psyche des Betroffenen existent. Zahlreiche Vorlagen literarischer Werke stammen aus der Kategorie Science-Fiction, insbesondere der dunkleren, oftmals dystopischen Strömung, die auch als Cyberpunk zusammengefasst wird. Body-Horror ist ein junges Genre, dessen erste Beschreibung 1986 durch die Fachzeitschrift Screen erfolgte.
Das Genre beinhaltet und verbindet Horror und Gothic Horror mit Science-Fiction sowie Elementen des Surrealismus. Es befasst sich inhaltlich mit Metamorphosen, Verstümmelungen, Mutationen, Deformationen und sonstigen Veränderungen, wie dem unerwarteten Verfall des Körpers. Außerdem sind diverse Kombinationen zwischen Mensch und Maschine (Cyborg) sowie Mischwesen aus Menschen und anderen Lebensformen (z. B. Zombies oder Werwölfe) nicht ungewöhnlich. Dabei kann der kreative Umgang mit anatomischen Grenzen und diffusen Bedrohungen auch abstrakt eingesetzt werden und so auf soziale und/oder politische Missstände und Tabus aufmerksam machen.
Einige der bekanntesten Body-Horror-Regisseure sind der Kanadier David Cronenberg (* 1943), der Amerikaner David Lynch (* 1945, † 2025) und der Japaner Katsuhiro Otomo (* 1954).

## Typische Themen

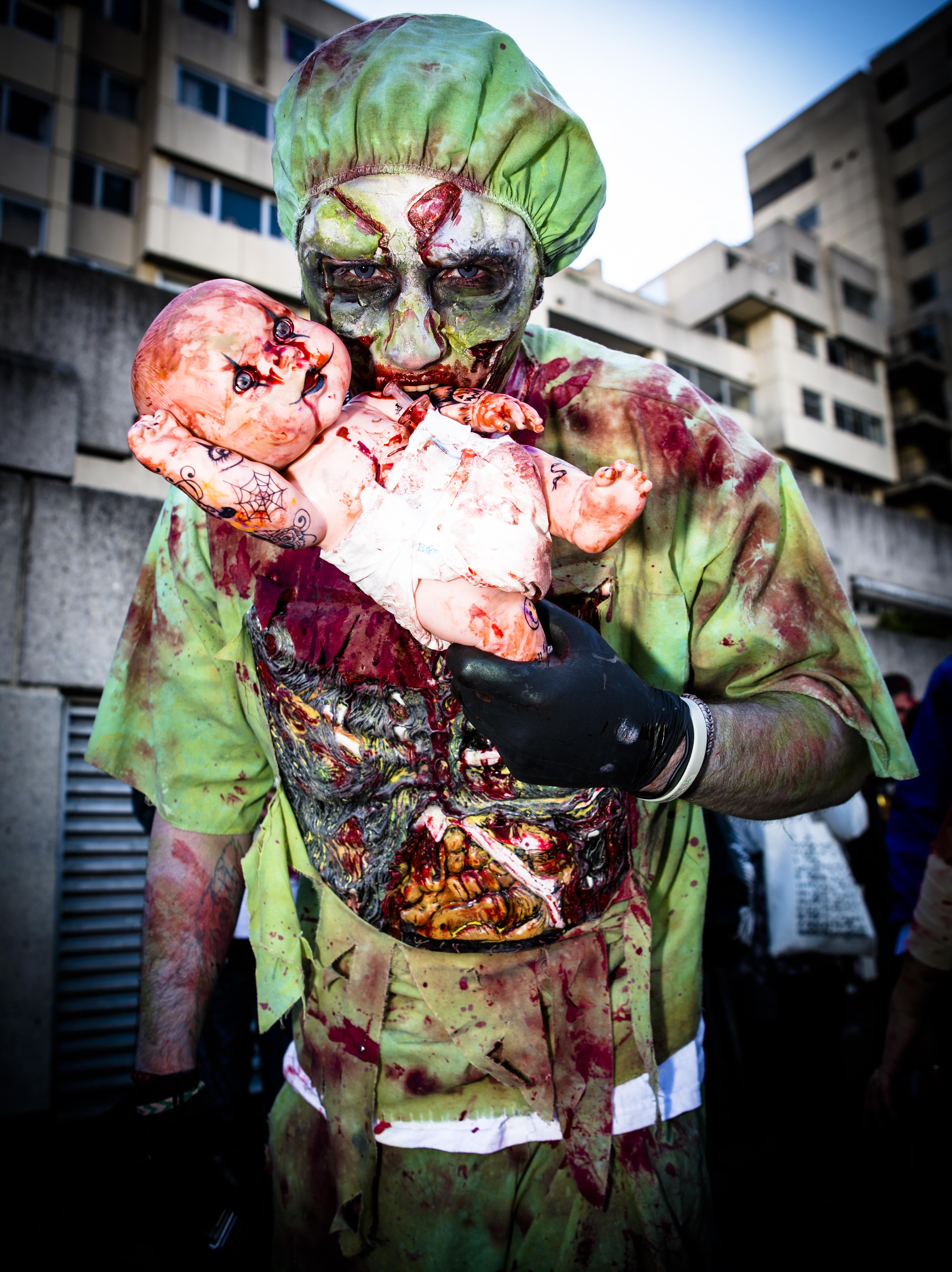
Body-Horror-Kostüm auf dem World Zombie Day in London

Auslöser für die körperlichen Veränderungen können unter anderem parasitärer Befall, Erkrankungen oder Operationen aber auch extremer Konsum von Substanzen sein.
Auch Gestaltwandler, deren Verwandlungen sie zu Werwölfen, Katzenmenschen oder Zombies werden lassen, werden zum Body-Horror gezählt.
Aber auch Außerirdische (Alien,
Das Ding aus einer anderen Welt), Satanismus (Rosemaries Baby), Fehlbildungen (Eraserhead, Teeth), psychische Erkrankung (Misery, Black Swan), misslungene Experimente (Re-Animator), Umwelteinflüsse (Old) oder mehr oder minder problematische Transformationen zwischen Mensch und Maschine (Tetsuo: The Iron Man) oder Mensch und Tier (Die Fliege) können der Aufhänger für Body-Horror-Filme sein.

## Perspektive

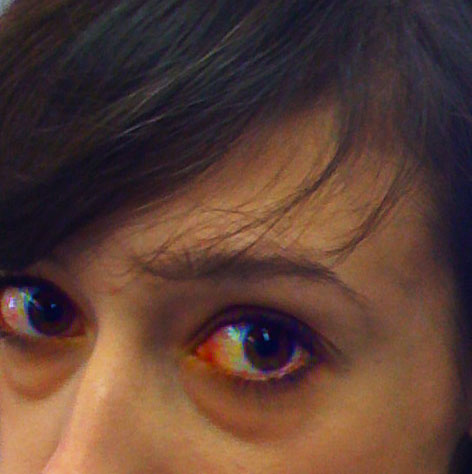
Manchmal beginnen die körperlichen Veränderungen noch recht harmlos...

Neben der eigentlichen Transformation spielt die Erzählperspektive, die in der Regel mit den Veränderungen verwoben ist, eine tragende Rolle. Während die Figuren in Body-Horror-Filmen sich körperlich verändern, berichten sie überwiegend aus ihrer persönlichen Perspektive von diesem Prozess. Damit grenzt sich Body Horror vor allem von Horror-Subgenres ab, in denen die Bedrohung von außen kommt (wie z. B. bei Slashern, Zombiefilmen, Tierhorror etc.). Bei Body-Horror aber kommt die Bedrohung von innen, sie geht vom eigenen Körper aus, der sich gegen einen wendet – mit allen Folgen für Körper und Geist.
Dabei werden die von den Veränderungen betroffenen Protagonisten, selbst wenn sie etwas anderes versprochen haben, im Verlauf der Handlung, meistens von der Kompromisslosigkeit ihres jeweiligen Problems eingeholt.

## Biologische und medizinische Aspekte

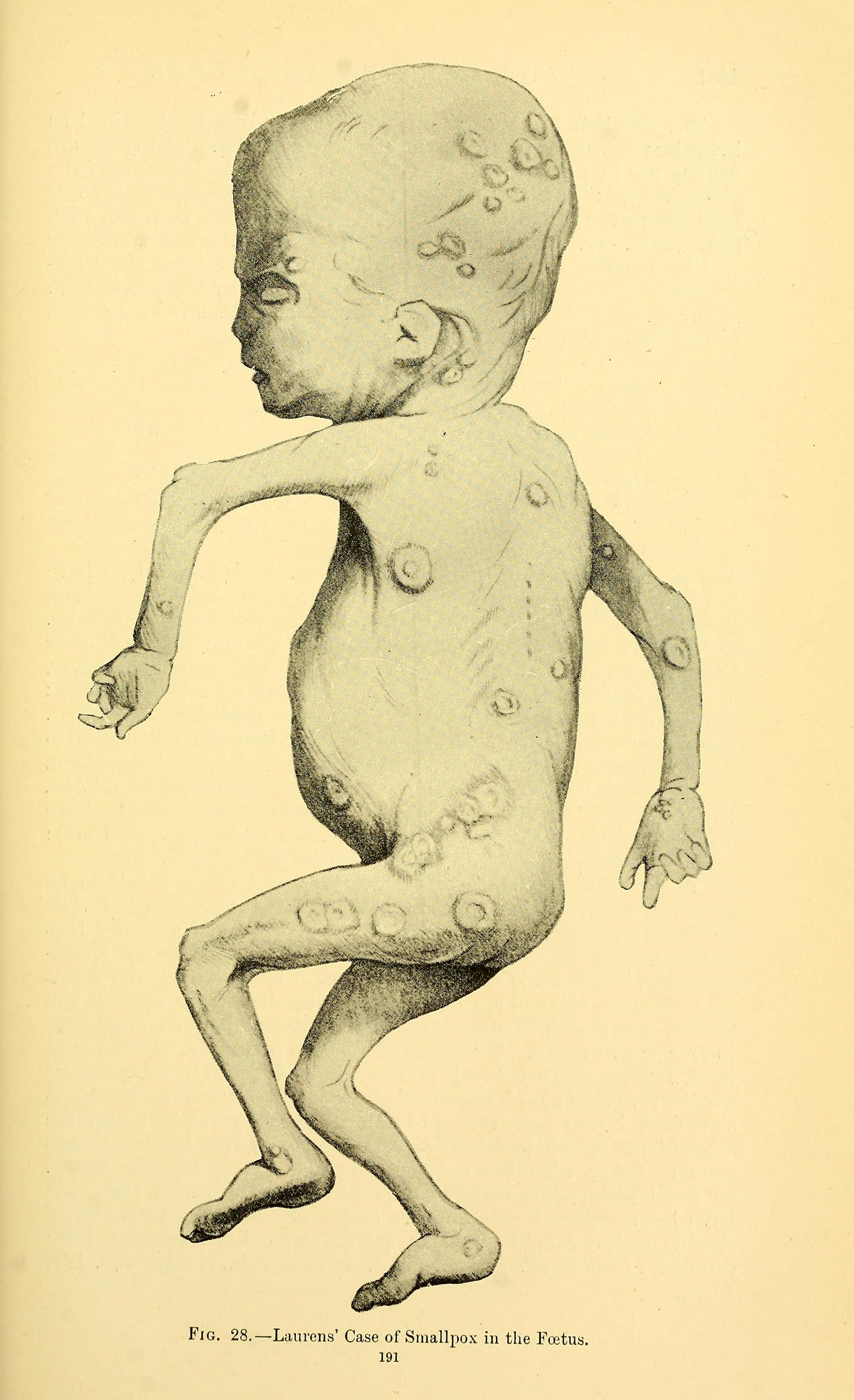
Klingt wie Science Fiction: Infektionen wie Pocken können bereits im Mutterleib auftreten

Aufgrund körperlicher Veränderungen, wie Mutationen und Metamorphosen, die viele Protagonisten von Body-Horror-Filmen durchmachen, wird das Genre im Englischen auch als „Biological Horror“ bezeichnet. Oftmals entstehen Hybridwesen, oder Menschen werden von einem Wesen befallen, was mitunter in ihnen heranwächst oder sie als Wirt benötigt, um selbst lebensfähig zu sein. Dabei wird, anders als bei Filmen, in denen die Bedrohung von außen kommt, nicht mit der Angst vor dem Tod, sondern vor Deformation, Zerstörung des Körpers gespielt, sowie der Angst, die Kontrolle über ihn zu verlieren.

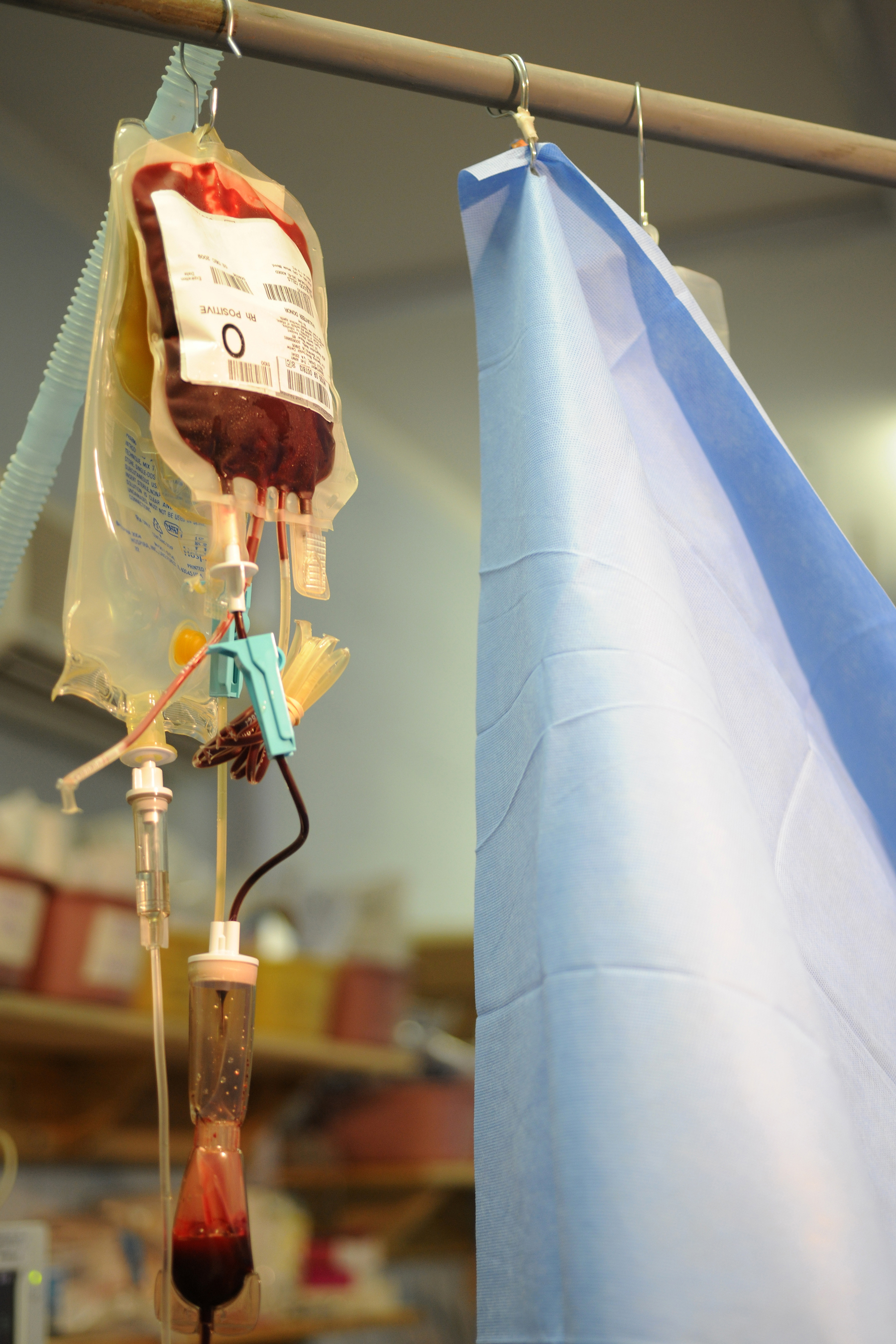
Bluttransfusion: schon 1925 in Wolf Blood: A Tale of the Forest der Ausgangspunkt beunruhigender Veränderungen

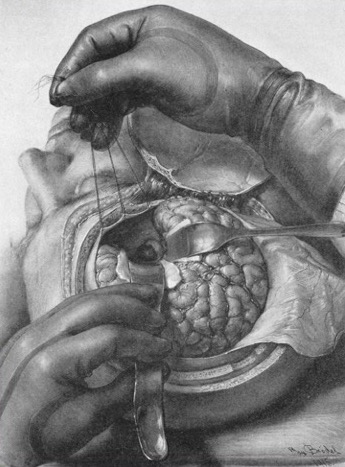
Nicht jede Operation läuft nach Plan … Illustration Max Brödel

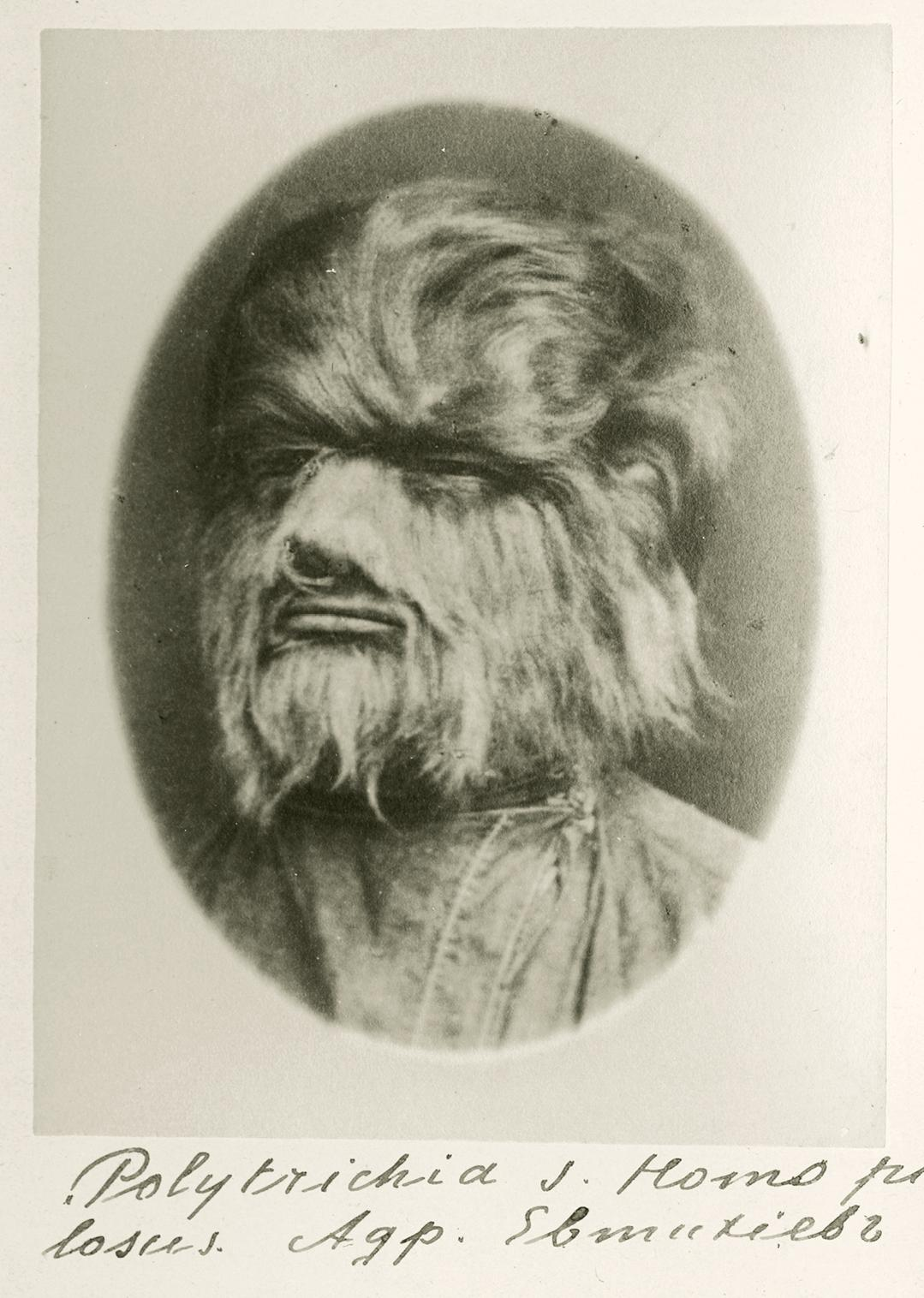
Hypertrichose: Historisches Vorbild für den Werwolf

Biologische Prozesse wie Wachstum, Schwangerschaft, Verfall, Krankheit und Heilung laufen dabei mitunter in untypischer Geschwindigkeit ab. Insbesondere in Verbindung mit Science-Fiction kommen weitere Vorgänge hinzu, wie Kryokonservierung und Auftauen von Menschen, Kreuzungen zwischen unterschiedlichen Spezies, Gentherapie und -manipulation des Erbguts (z. B. durch Klonen), sowie neuartige Operationstechniken, die mehrere Körper miteinander verschmelzen lassen, die Erschaffung von Hybridwesen zwischen Mensch und technischen Komponenten etc.
Bevor entsprechendes Hintergrundwissen über einige Krankheiten und deren Ursachen vorhanden war, wurde z. B. Epilepsie als Besessenheit durch böse Geister aufgefasst. Seltene Erkrankungen wie Progerie, bei der die Alterung vorzeitig und beschleunigt eintritt, oder die im Volksmund als Werwolfsyndrom bezeichnete Hypertrichose sind weitere Störungen, die als Vorbilder für den Kontrollverlust über körperliche Vorgänge dienen.
Dabei ist die enge Verbindung zwischen medizinischen Problemfällen und Body-Horror so alt wie das Genre selbst. Body Horror war 1986 der Titel der Fachzeitschrift für Film, Screen und gleichzeitig die erste Verwendung dieses Begriffs für das noch junge Genre.
Einer der enthaltenen Artikel setzte sich unter dem Titel Vile Bodies and Bad Medicine (Dt. „Ekelerregende Körper und schlechte Medizin“) mit der Tatsache auseinander, dass Horrorfilme zunehmend medizinische Elemente enthalten. Operationen, tödliche Krankheiten, Organtransplantationen und die biomedizinische Forschung als Inspiration für Unbehagen, Schockmoment und ganze Geschichten. Illustriert wurde der Artikel mit dem berühmten zerschnittenen Auge aus der Auftaktszene des surrealistischen Films Ein andalusischer Hund (1929) von Luis Buñuel und Salvador Dalí, der damals als Skandalfilm galt.
Medizinische Veränderungen im Bereich des Body-Horror drastisch darzustellen, führt zu der Vorstellung, selbst derartige körperliche Transformationen erleiden zu müssen. Beim Zuschauer steigert sich das Mitgefühl mit den betroffenen Protagonisten zu Grauen bzw. Ekel, die mit den Veränderungen assoziiert werden.
Mainstreammedien haben den Zusammenhang klar erkannt. Der Spiegel schrieb 2019 in dem Beitrag „Body Horror“ – platzende Schädel, wandelnde Tote David Cronenberg würde seinen Zuschauern seit Jahrzehnten „Monsterwürmer, Killerkinder, Penisgeschwulste....“ zumuten. Ergänzend wird eine Galerie des Grauens gezeigt, die man auch als Sammlung von Body-Horror-Filmempfehlungen verstehen kann. Wobei auf die nachträgliche Einordnung von Werken vorgenommen wird, die zwar als Body-Horror betrachtet werden können, dies aber sicher nicht angestrebt haben, da der Begriff damals noch nicht existierte. Hierzu zählt David Lynchs Meisterwerk Eraserhead (1977), in dessen Beschreibung steht, es werde oft als „surrealistischer Body Horror“ beschrieben.

## Asiatischer Body-Horror

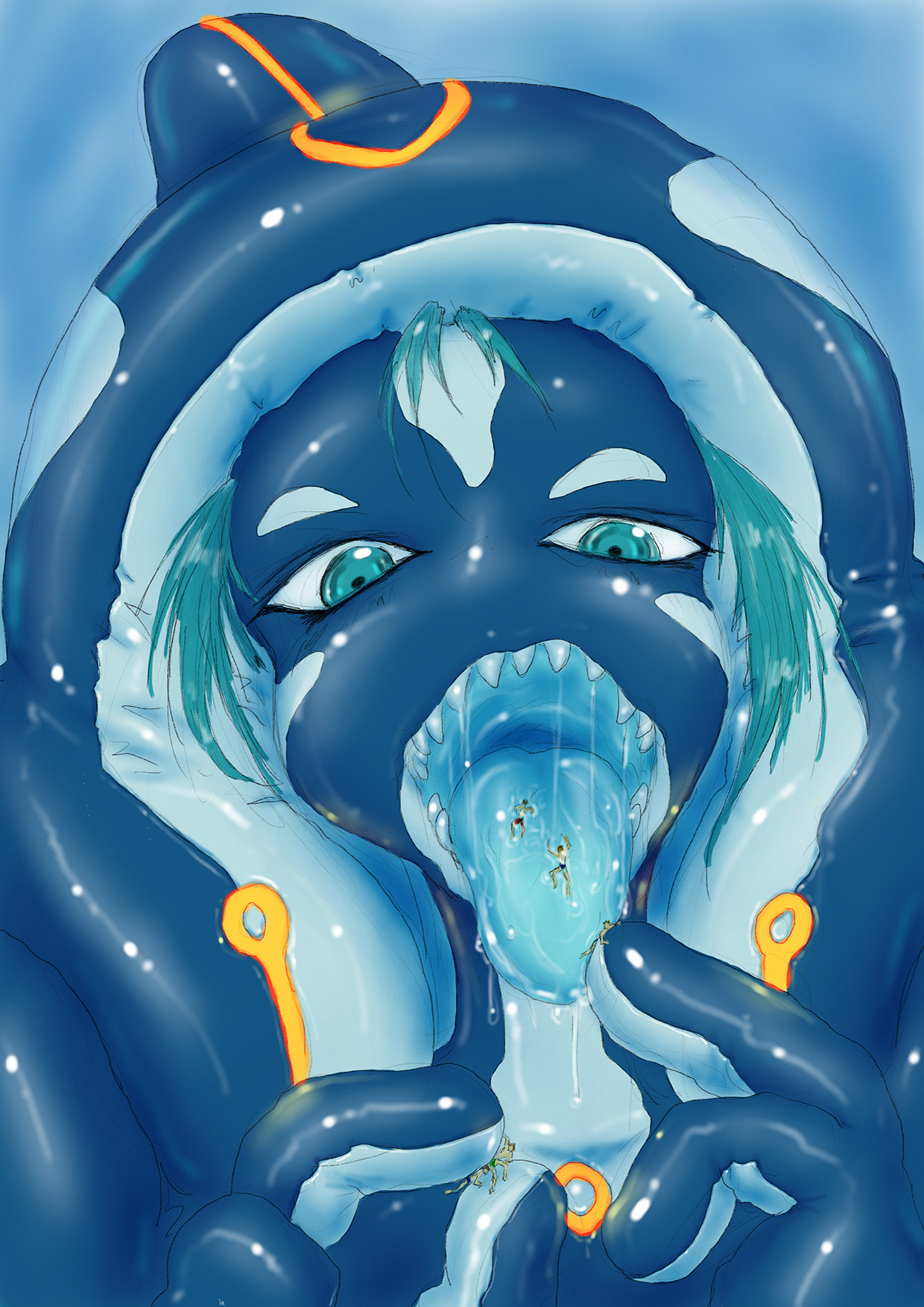
Im Anime sind der Umsetzung von Body-Horror keine körperlichen Grenzen gesetzt

Mitunter wird behauptet, Body-Horror-Werke aus Asien seien in ihren Gewaltdarstellungen härter, krasser und kontroverser, und zwar sowohl im Anime-Bereich als auch bei Spielfilmen (wie z. B. Tetsuo: The Iron Man). Mittlerweile existieren dazu wissenschaftliche Abhandlungen, in denen die aus Asien (insbesondere Japan) stammenden kulturellen Normen und Einflüsse erforscht werden, die sich mit den „apokalyptischen Darstellungen von Tod, Gewalt und Metamorphosen des Körpers“ befassen. Den auf Mangas basierenden Cyberpunk-Animefilmen Akira (1988) und Ghost in the Shell (1995) wird zwar zugestanden, dass sie in der „westlichen Welt“ Kultstatus erreicht haben, dennoch wird der Umgang mit und die Darstellung von Gewalt als kontrovers bewertet. Bei den Filmen des japanischen Regisseurs Hayao Miyazaki, zu denen neben Prinzessin Mononoke auch Chihiros Reise ins Zauberland zählt, wird bemängelt, das Marketing habe sich an ein zu junges Publikum gewendet.

## Literarische Vorlagen

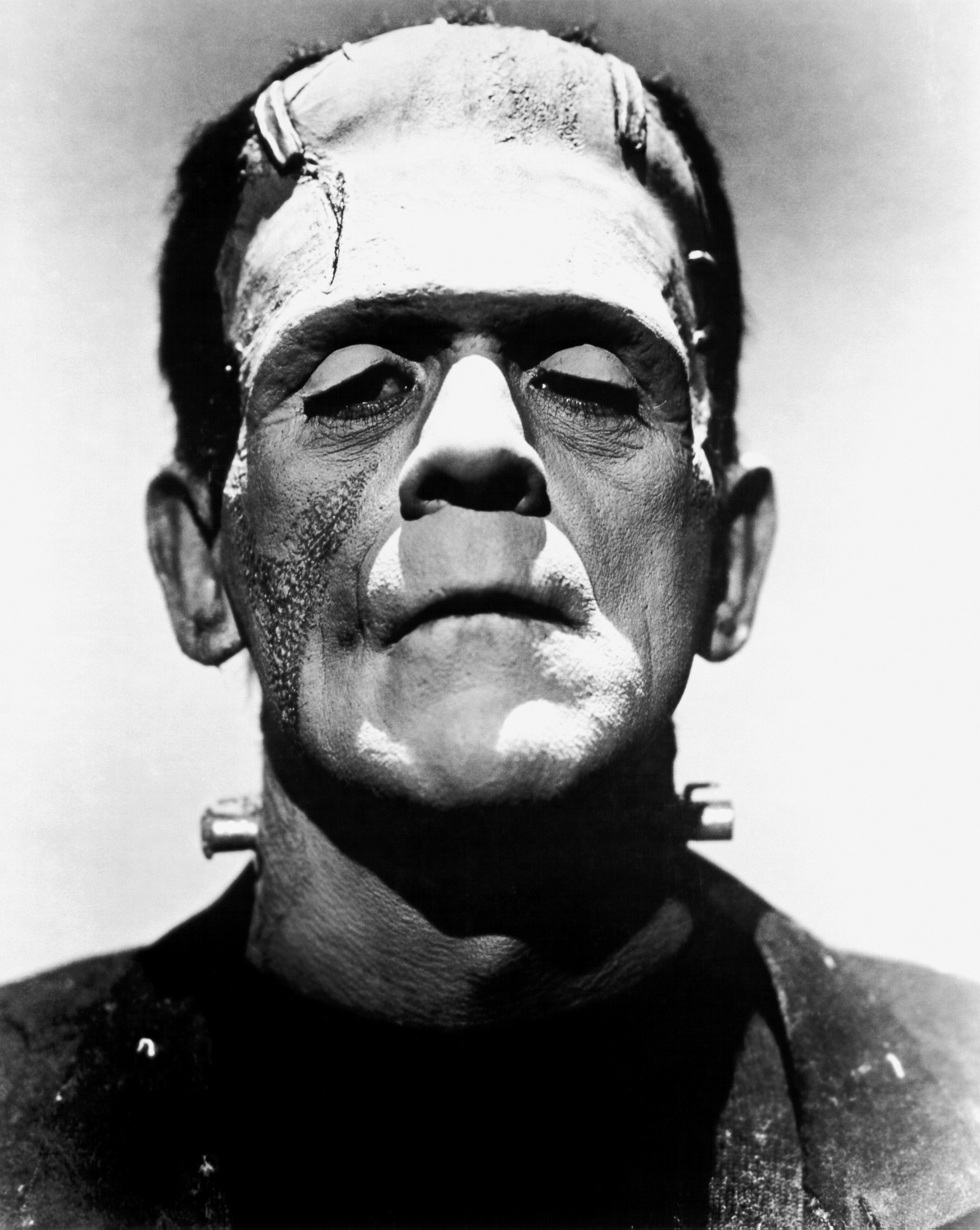
Boris Karloff in seiner Rolle als Frankensteins Monster (1931)

Ähnlich wie in der Horrorliteratur treten auch beim Body-Horror Gestaltwandler, Monster und Untote auf. Oft erlebt der Zuschauer jedoch die Transformation des Körpers in Form von einem schmerzhaften und befremdlichen Prozess direkt mit. Zu den Autoren, deren Werke später als Body-Horror-Filme umgesetzt wurden, zählen:
- Mary Shelley (1797–1851), Autorin des Schauerromans Frankenstein (1818), der ab 1910 mehrfach verfilmt und adaptiert wurde.
- Unterschiedliche Geschichten und Romane des amerikanischen Horrorautors H. P. Lovecraft (1890–1937) wurden oft verfilmt (siehe: Liste von verfilmten Werken H. P. Lovecrafts). Zu den Genre-Klassikern zählt unter anderem der, auf die 1922 veröffentlichte Kurzgeschichte Herbert West zurückgehende, Film Re-Animator (1985).
- Der französisch-britische Schriftsteller George Langelaan (1908–1972) lieferte mit seiner Kurzgeschichte Die Fliege eine Vorlage, die mehrfach verfilmt, u. a. 1958 von Kurt Neumann, unter dem Titel Die Fliege und 1986 von David Cronenberg (ebenfalls als Die Fliege). Mitunter wird das Werk jedoch auch mit der Verwandlung von Franz Kafka in Verbindung gebracht, eine Rezension beschreibt Cronenbergs Film mit den Worten: Im kafkaesken Body-Horror Die Fliege von David Cronenberg verwandelt sich Jeff Goldblum als exzentrischer Wissenschaftler langsam aber sicher in eine Stubenfliege.[12]
- Jack Finney (1911–1995) schrieb 1954 den Science-Fiction-Roman The Body Snatchers (deutsch  Die Körperfresser kommen). Zunächst wurde er wöchentlich als Fortsetzungsroman in der Collier’s veröffentlicht und diente später als Vorbild für mehrere Body-Horror-Filme, zuerst 1956 unter dem Titel Die Dämonischen von Don Siegel.
- Der amerikanische Horror- bzw. Science-Fiction Autor Ira Levin (1929–2007) schrieb unter anderem die Romane Rosemaries Baby, der 1968 von Roman Polanski unter dem gleichen Titel (Rosemaries Baby) verfilmt wurde, und Die Frauen von Stepford, der bereits mehrfach umgesetzt wurde.
- Der für seine Horrorromane bekannte Amerikaner Stephen King (1947) schrieb 1994 Der Fluch, der 1996 von Tom Holland als Body-Horror-Film Thinner – Der Fluch verfilmt wurde. Sie (1987), die Geschichte einer psychisch kranken Frau, die ihren Lieblingsautor immer mehr verstümmelt, wurde verfilmt und kam 1990 als Misery in die Kinos.
- Der britische Fantasy-Autor Clive Barker (* 1952) veröffentlichte 1986 The Hellbound Heart (1991 unter dem gleichen Titel in deutscher Übersetzung), die Vorlage für den kunstvoll inszenierten britischen Horrorfilm Hellraiser – Das Tor zur Hölle. Bis 2018 erschienen insgesamt neun Fortsetzungen, wobei Qualität und Umsetzung der einzelnen Teile sich stark unterschieden.
- Der japanische Mangaka Katsuhiro Otomo (* 1954) lieferte mit seinem Manga Akira die Vorlage für den gleichnamigen Anime-Klassiker Akira, für den er das Drehbuch schrieb.
- Neil Gaiman (* 1960) lieferte als Autor, Drehbuchautor und Comic-Künstler die Vorlagen für eine Reihe von Verfilmungen. Sein Roman Coraline wurde 2009 unter dem gleichen Titel als gruseliger Animationsfilm (in Stop-Motion-Technik) umgesetzt, der auch ein jüngeres Publikum anspricht. Die Altersfreigabe bezw. Eignung des Filmes für Kinder unter 12 ist jedoch umstritten.[13]
- Joe Hill (* 1972), war für die Comicvorlage verantwortlich, aus der die Mystery-Horror-Serie Locke & Key hervorging, die zahlreiche Body-Horror-Elemente enthält.

## Anleihen

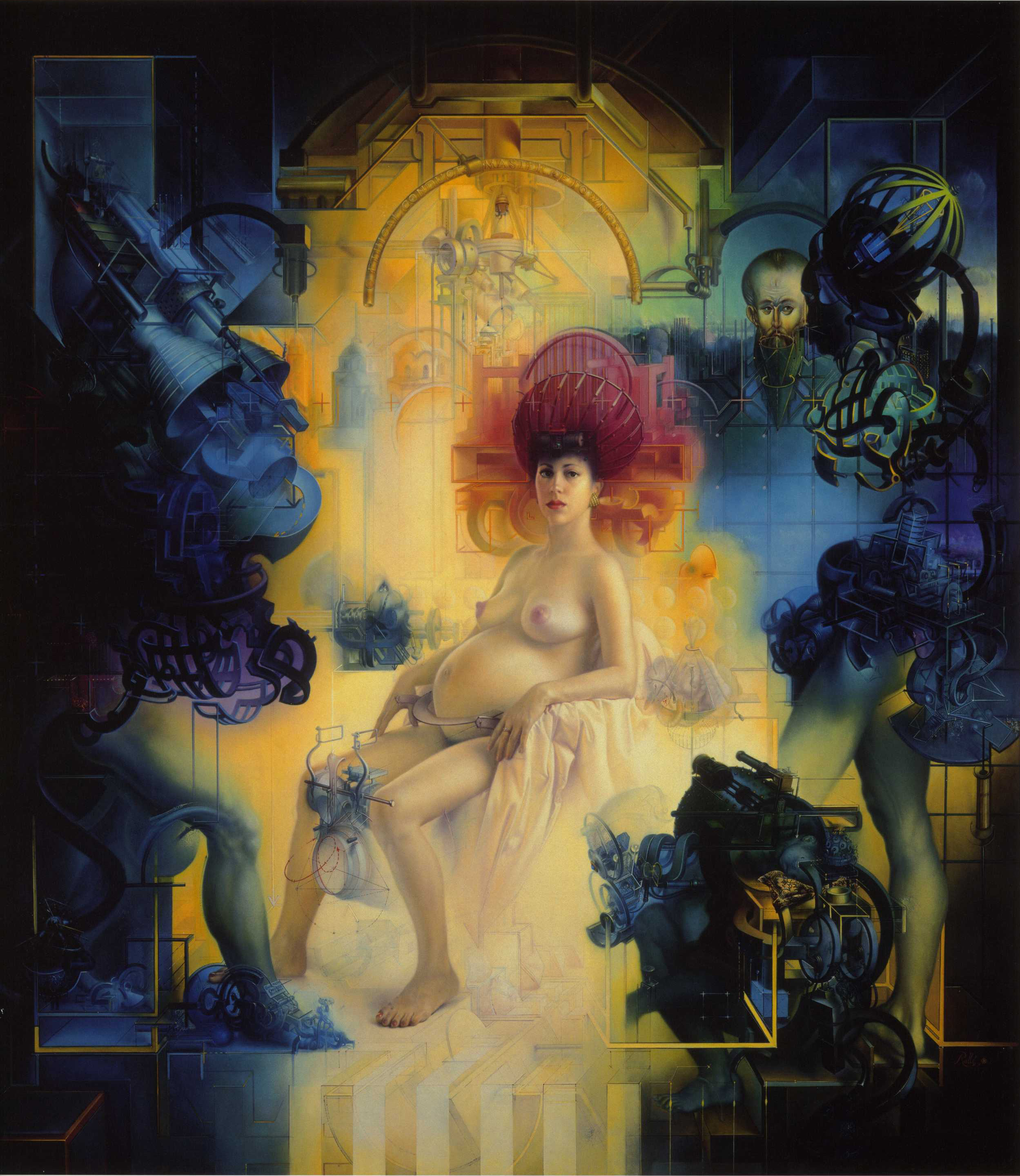
Auch Surrealistische Kunst hat Schnittmengen zum Body-Horror (Künstler: Rallé)

An der Grenze zum Body-Horror befinden sich filmisch umgesetzte Verwandlungsgeschichten, die zwar unheimlich und unerfreulich sind, aber nicht mehr als Horror klassifiziert werden, nicht zuletzt, weil sie sich an ein jüngeres Publikum wenden.
- Der preisgekrönte Animefilm Chihiros Reise ins Zauberland (2001) des Japaners Hayao Miyazaki, der eine ganze Reihe von unangenehmen Transformationen (Menschen werden z. B. zu Schweinen, fliegenden Drachen oder Hamstern) enthält und sich an ein jüngeres Publikum richtet.
- Der britische Science-Fiction Autor Neil Gaiman schrieb 2002 die Romanvorlage für den düsteren Kinderfilm Coraline, einen animiert umgesetzten Coming-of-Age-Film, in dem sich Realität und Fantasie vermischen, wobei die Verwandlung einer Frau in eine Spinne, sowie das eigenständige Leben einzelner Körperteile durchaus dem Body-Horror-Genre gerecht wird.

## Filme

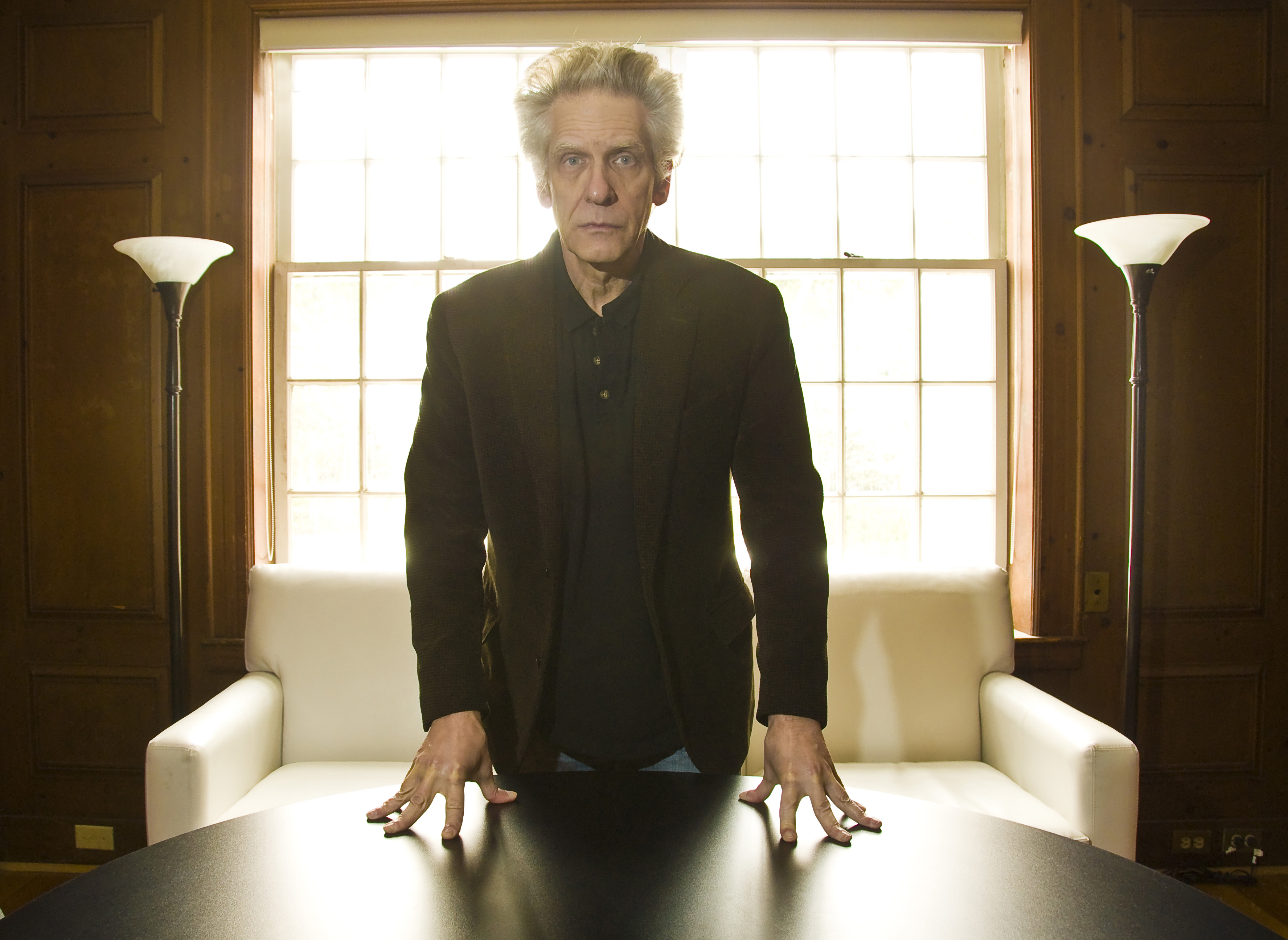
Der Kanadier David Cronenberg hat das Genre maßgeblich geprägt. Ihm ist ein eigenes Museum gewidmet

Bei den hier genannten Body-Horror-Filmen handelt es sich um chronologisch aufgelistete Genre-Klassiker, die auf diversen Plattformen als besonders sehenswert gelistet wurden oder in schriftlichen Beiträgen zum Thema Body-Horror erwähnt wurden. Die Empfehlungen stammen aus dem Lexikon der Filmbegriffe, dem Spiegel, Cinema und von Moviepilot sowie den internationalen Plattformen IndieWire, ID Vice, ScreenRant, 100 Years of Terror, Thrill & Kill oder GameRant
und sind unter „Tipp“ angegeben.

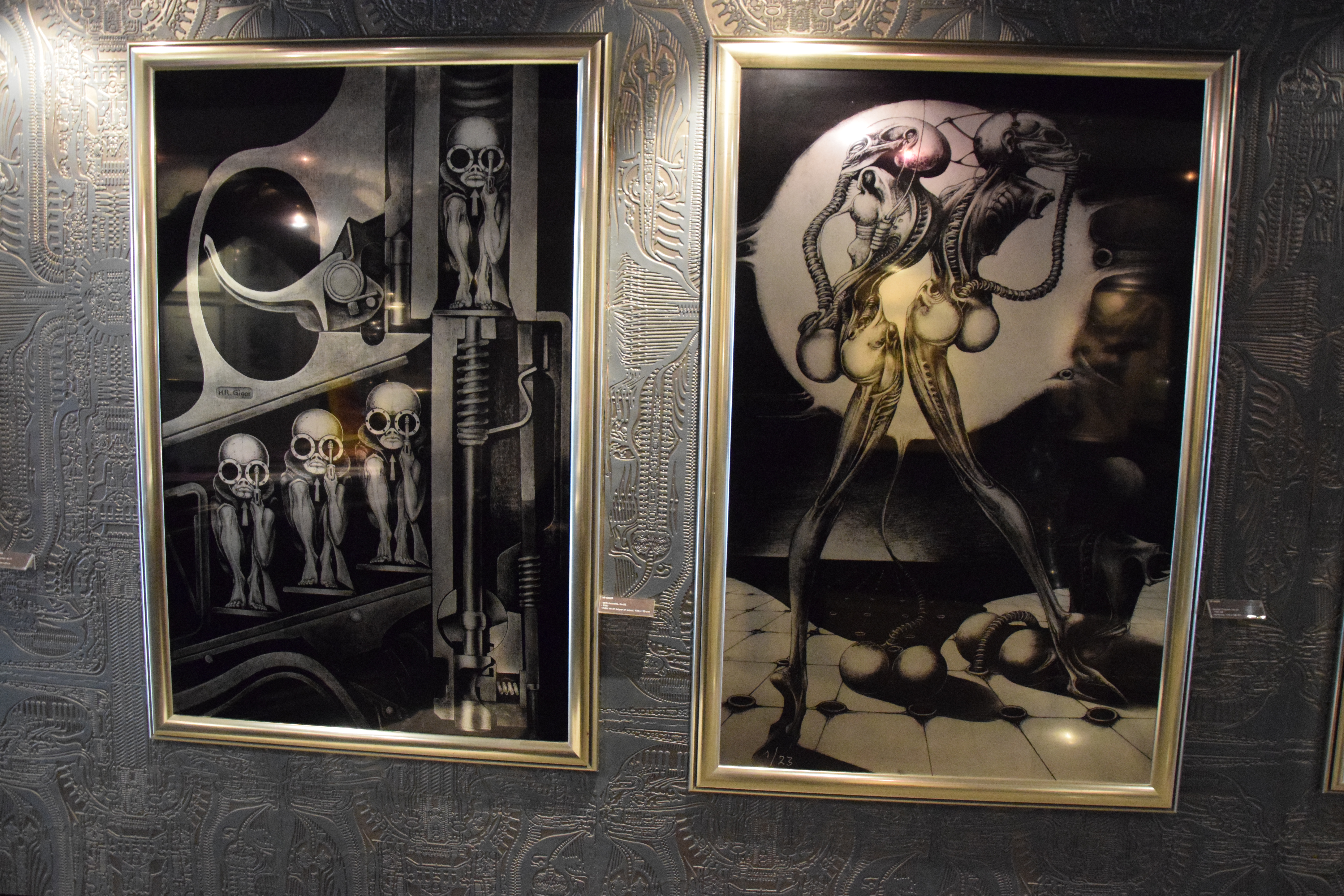
Nach Entwürfen von HR Giger wurden auch die Aliens der gleichnamigen Serie umgesetzt

Viele der hier genannten Filme vereinen mehrere Genres miteinander. Denn ein Drama (oder Thriller) kann ebenso wie ein Science-Fiction-Film grafisch und psychologisch verstörenden Szene enthalten, die sich mit der Umgestaltung des Körpers beschäftigt. Da – insbesondere im Cyberpunk – Animefilme oft im Bereich des Body-Horror vertreten sind, wurden diese mitunter separat als Subgenre bewertet und empfohlen. In diesem Bereich existieren allerdings nur zu einem kleinen Teil der gelisteten Filme und Serien deutschsprachige Einträge.
Einige der Filme, wie Re-Animator und Teeth, fallen zusätzlich in das Genre Horrorkomödie (engl. horror comedy). Ähnlich wie bei Scream (sowie den Fortsetzungen) spielen diese Filme eher mit den Gefühlen von Angst und Beklemmung, als diese ernst zu nehmen.

### Vor 1980

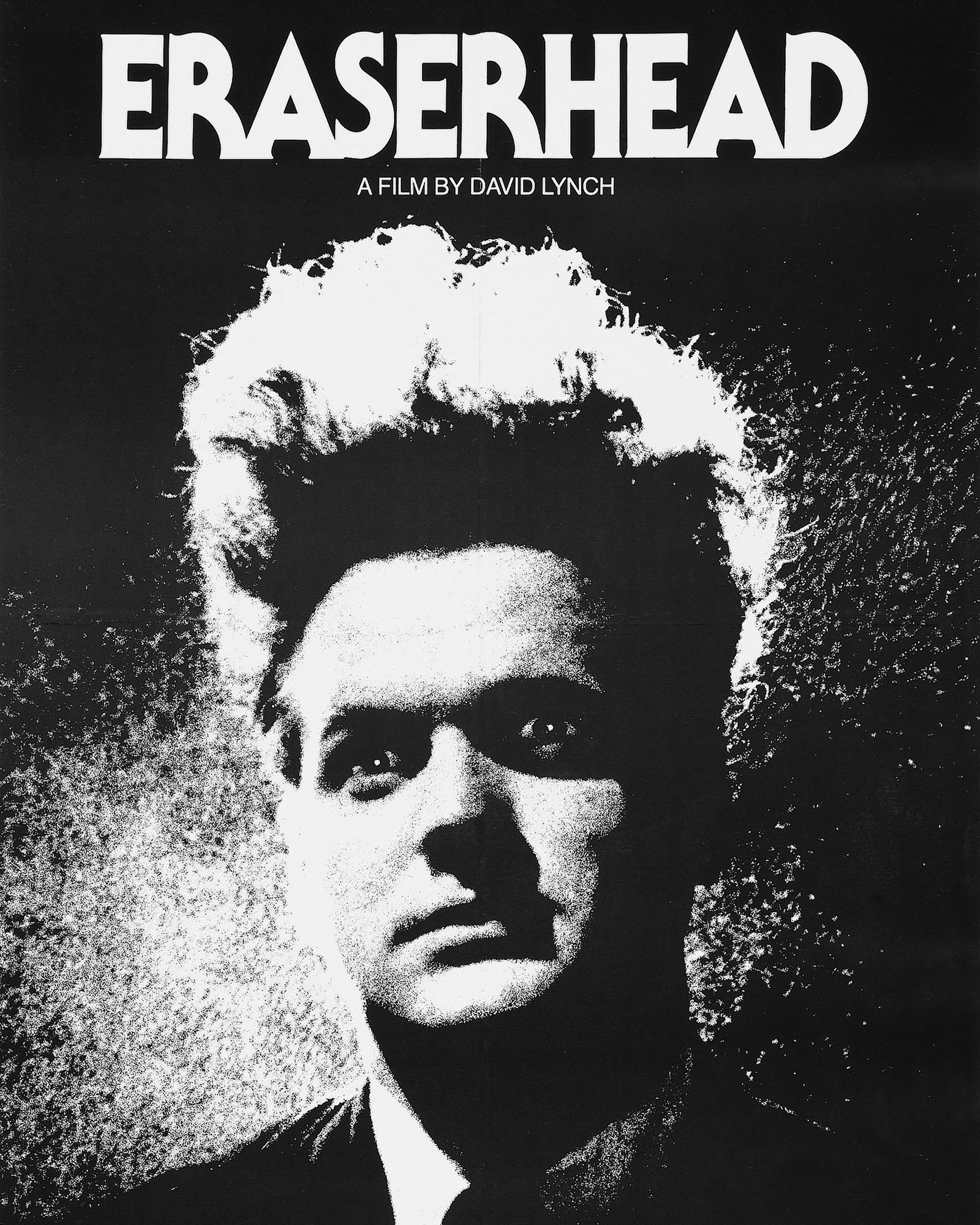
Filmplakat für Eraserhead David Lynch, 1977

| Jahr | Titel                                                                 | Land   | Regie                              | Genre/Sonstiges                                               | Tipp                                     |
| ---- | --------------------------------------------------------------------- | ------ | ---------------------------------- | ------------------------------------------------------------- | ---------------------------------------- |
| 1910 | Frankenstein                                                          | USA    | James Searle Dawley                | Monsterfilm                                                   | [ 3 ]                                    |
| 1925 | Wolf Blood: A Tale of the Forest                                      | USA    | George Chesebro und Bruce Mitchell | Ältester, erhaltener Werwolffilm.                             |                                          |
| 1931 | Frankenstein                                                          | USA    | James Whale                        | Monsterfilm                                                   | [ 9 ]                                    |
| 1931 | Dr. Jekyll und Mr. Hyde                                               | USA    | Rouben Mamoulian                   |                                                               | [ 2 ]                                    |
| 1942 | Katzenmenschen                                                        | USA    | Jacques Tourneur                   | Monsterfilm                                                   | [ 2 ]                                    |
| 1956 | Die Fliege                                                            | USA    | Kurt Neumann                       | Science-Fiction-Horrorfilm                                    | [ 15 ] [ 5 ]                             |
| 1958 | Die Dämonischen                                                       | USA    | Don Siegel                         | Science-Fiction                                               |                                          |
| 1958 | Blob – Schrecken ohne Namen                                           | USA    | Irvin S. Yeaworth junior           | Science-Fiction-Film                                          | [ 5 ]                                    |
| 1968 | Rosemaries Baby                                                       | USA    | Roman Polański                     | Horrorfilm-Klassiker                                          | [ 6 ] [ 25 ]                             |
| 1975 | Shivers, Dt. Parasiten-Mörder                                         | CAN    | David Cronenberg                   | Cronenbergs Regiedebüt                                        | [ 3 ] [ 10 ] [ 5 ] [ 19 ] [ 6 ]          |
| 1976 | Embryo                                                                | USA    | Ralph Nelson                       | Gentechnik-Horrorfilm                                         |                                          |
| 1977 | Eraserhead                                                            | USA    | David Lynch                        | National Film Registry List seit 2004                         | [ 9 ] [ 10 ] [ 16 ] [ 27 ]               |
| 1977 | The Incredible Melting Man, (dt. Der Planet Saturn läßt schön grüßen) | USA    | William Sachs                      | Science-Fiction-Horrorfilm – ursprünglich als Parodie geplant | [ 17 ]                                   |
| 1977 | Rabid – Der brüllende Tod                                             | CAN    | David Cronenberg                   | Remake 1990 von Jen und Sylvia Soska                          | [ 10 ] [ 5 ] [ 17 ] [ 6 ]                |
| 1978 | The Body Snatchers, dt. Die Körperfresser kommen                      | USA    | Philip Kaufman                     | Science-Fiction                                               | [ 15 ] [ 21 ] [ 28 ]                     |
| 1979 | Die Brut                                                              | CAN    | David Cronenberg                   | Horrorfilm                                                    | [ 10 ] [ 16 ] [ 22 ] [ 6 ] [ 20 ] [ 29 ] |
| 1979 | Alien – Das unheimliche Wesen aus einer fremden Welt                  | UK/USA | Ridley Scott                       | Science-Fiction-Film. u. a. Oscar für visuelle Effekte        | [ 6 ] [ 10 ] [ 31 ]                      |

### 1980–2000

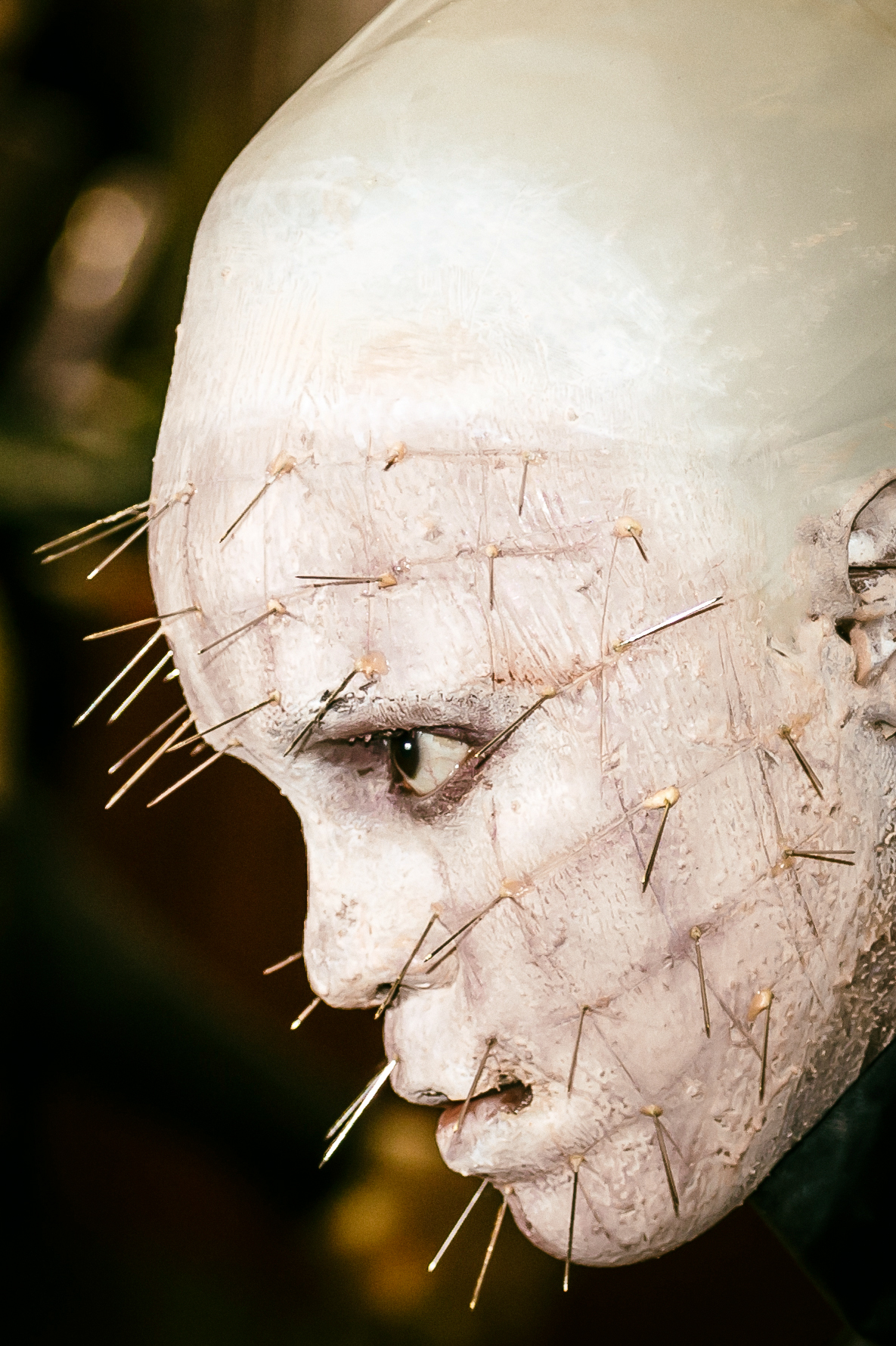
Pinhead auf der Comicon Virginia

| Jahr | Titel                                       | Land      | Regie               | Sonstiges | Tipp                                                        |
| ---- | ------------------------------------------- | --------- | ------------------- | --- | ----------------------------------------------------------- |
| 1981 | American Werewolf                           | UK/USA    | John Landis         | Horrorkomödie, Oscar für Maskenbildner Rick Baker | [ 3 ] [ 10 ] [ 17 ] [ 6 ] [ 33 ]                            |
| 1981 | Posession                                   | FR/DE     | Andrzej Żuławski    | Psychothriller, mehrfach prämiert, u. a. für Isabelle Adjani als Beste Darstellerin bei den Filmfestspielen von Cannes 1981 | [ 15 ] [ 19 ]                                               |
| 1981 | Scanners – Ihre Gedanken können töten       | CAN       | David Cronenberg    | Actionreicher Genremix aus Horrorfilm, Science-Fiction und Thriller Gewann 1983 den Fantasporto International Fantasy Film Award für den Besten Film                                                                                          | [ 34 ]                                                      |
| 1982 | The Thing                                   | USA       | John Carpenter      | Science-Fiction-Horrorfilm (dt. Titel: Das Ding aus einer anderen Welt) | [ 5 ] [ 6 ] [ 10 ] [ 15 ] [ 16 ] [ 22 ] [ 35 ]              |
| 1983 | Videodrome                                  | CAN       | David Cronenberg    | Visionärer Science-Fiction-Thriller Diverse Auszeichnungen, u. a. Genie Award und Brussels International Fantastic Film Festival | [ 3 ] [ 10 ] [ 5 ] [ 15 ] [ 16 ] [ 20 ] [ 18 ] [ 9 ] [ 37 ] |
| 1985 | Re-Animator                                 | USA       | Stuart Gordon       | Horrorkomödie nach einer Kurzgeschichte von H. P. Lovecraft | [ 10 ] [ 16 ] [ 22 ]                                        |
| 1986 | Die Fliege                                  | USA       | David Cronenberg    | Science-Fiction-Horrorfilm basiert auf der Kurzgeschichte von George Langelaan. Oscar für die Maskenbildner Chris Walas und Stephan Dupuis | [ 3 ] [ 18 ] [ 21 ] [ 9 ] [ 6 ] [ 22 ] [ 20 ] [ 39 ]        |
| 1986 | From Beyond                                 | USA       | Stuart Gordon       | Horrorfilm nach einer Kurzgeschichte von H.P. Lovecraft. | [ 16 ]                                                      |
| 1987 | Hellraiser – Das Tor zur Hölle              | UK        | Clive Barker        | Genreklassiker; Horrorfilm mit kunstvollen Spezialeffekten und zahlreichen Fortsetzungen (beginnend 1988 mit Hellbound – Hellraiser II) | [ 10 ] [ 15 ] [ 21 ] [ 9 ] [ 22 ] [ 40 ]                    |
| 1988 | Akira                                       | JAP       | Katsuhiro Otomo     | Mangaverfilmung, das Science-Fiction-Cyberpunk-Werk war damals, mit 1,1 Mrd. Yen (8,6 Mio. Dollar) der teuerste Animefilm, überhaupt und trug entscheidend zur Popularität des Genres außerhalb Asiens bei.                                   | [ 10 ] [ 23 ] [ 42 ]                                        |
| 1988 | Die Unzertrennlichen                        | CAN/USA   | David Cronenberg    | Psycho-Horrorfilm, diverse Auszeichnungen u. a. für Jeremy Irons, der in einer Doppelhauptrolle Zwillingsbrüder darstellt | [ 16 ] [ 20 ] [ 9 ]                                         |
| 1989 | Tetsuo: The Iron Man                        | JAP       | Shin’ya Tsukamoto   | Cyberpunkfilm, der schwarz-weiße japanische Experimentalfilm zeigt surrealistische Verwandlungen zu Mensch-Maschine-Hybridwesen | weitere Teile: Body Hammer (1992) und The Bullet Man (2009) |
| 1989 | Dark Society                                | USA       | Brian Yuzna         | Horrorfilm, Regiedebüt von Brian Yuzna, der seit 1985 zunächst als Produzent (u. a. bei Re-Animator) tätig war | [ 3 ] [ 9 ]                                                 |
| 1989 | Begotten                                    | USA       | E. Elias Merhige    | Surrealistischer Experimentalfilm; wegen seiner religiösen Motive (incl. Suizid Gottes) sowie der harten Gewaltdarstellungen, wurde der Schwarzweißfilm mit der wuchtigen Optik vielfach als verstörend empfunden und löste Kontroversen aus. | [ 19 ]                                                      |
| 1990 | Misery                                      | USA       | Rob Reiner          | Oscar für Hauptdarstellerin Kathy Bates | [ 44 ]                                                      |
| 1990 | Jacob’s Ladder – In der Gewalt des Jenseits | USA       | Adrian Lyne         | Dämonischer Horror-Thriller, Neuverfilmung 2019 | [ 45 ]                                                      |
| 1991 | Naked Lunch                                 | GB/CAN    | David Cronenberg    | Surrealistische Umsetzung von William S. Burroughs gleichnamigen Roman. Ausgezeichnet u. a. mit sieben Genie Awards | [ 20 ]                                                      |
| 1991 | The Resurrected – Die Saat des Bösen        | USA       | Dan O’Bannon        | Horrorfilm nach Der Fall Charles Dexter Ward von H. P. Lovecraft | [ 21 ] [ 46 ]                                               |
| 1995 | Ghost in the Shell                          | JAP       | Mamoru Oshii        | Dystopischer Cyberpunk-Anime, Science-Fiction-Meilenstein | [ 23 ] [ 47 ]                                               |
| 1996 | Naked Blood                                 | JAP       | Hisayasu Satō       | Medizinischer Body-Horrorfilm mit Splatter-Einlagen | [ 9 ] [ 43 ]                                                |
| 1997 | Prinzessin Mononoke                         | JAP       | Hayao Miyazaki      | Mehrfach prämierter Animefilm u. a. Bester Film beim Japanese Academy Award 1997 | [ 23 ]                                                      |
| 1997 | Event Horizon – Am Rande des Universums     | USA/UK    | Paul W. S. Anderson | Science-Fiction-Horror. Pegasus-Publikumspreis des Brussels International Fantastic Film Festival 1998 für Paul W. S. Anderson | [ 48 ]                                                      |
| 1999 | EXistenZ                                    | CAN/UK/FR | David Cronenberg    | Science-Fiction & Virtuelle Realität. Wird als Body-Horror-Meilenstein gefeiert Silberner Bär auf der Berlinale | [ 20 ] [ 10 ]                                               |
| 1999 | Audition                                    | JAP       | Takashi Miike       | Der Film enthält Elemente von Rape-and-Revenge und Torture Porn und wurde 2022 im Museum of Modern Art im Rahmen einer Ausstellung als Beispiel für Body-Horror gezeigt.                                                                      | [ 50 ]                                                      |

### 2000–2020
| Jahr | Titel                                           | Land         | Regie                            | Genre/Sonstiges                                                                                             | Tipp                               |
| ---- | ----------------------------------------------- | ------------ | -------------------------------- | --- | ---------------------------------- |
| 2000 | Ginger Snaps – Das Biest in Dir                 | CAN          | John Fawcett                     | Fortsetzung:Ginger Snaps II – Entfesselt, Prequel:Ginger Snaps III – Der Anfang                             | [ 17 ]                             |
| 2000 | Uzumaki                                         | JAP          | Higuchinsky                      | nach der Manga-Serie Uzumaki – Spiral Into Horror (1998–1999) von Junji Itō                                 | [ 6 ]                              |
| 2002 | In My Skin                                      | FR           | Marina de Van                    | Horrorfilm, wird zur Strömung der New French Extremity gezählt                                              | [ 3 ] [ 9 ]                        |
| 2004 | Die Frauen von Stepford                         | USA          | Frank Oz                         | Nach der gleichnamigen Romanvorlage von Ira Levin (1972)                                                    |                                    |
| 2006 | Taxidermia                                      | HU/AT/FR     | György Pálfi                     | Horrorkomödie                                                                                               | [ 10 ]                             |
| 2006 | Slither                                         | USA          | James Gunn                       | Science-Fiction-Horrorkomödie                                                                               | [ 15 ] [ 16 ] [ 22 ]               |
| 2007 | Dororo                                          | JAP          | Akihiko Shiota                   | Fantasy/Martial-Arts-Film, Mangaverfilmung                                                                  | [ 51 ]                             |
| 2007 | Teeth                                           | USA          | Mitchell Lichtenstein            | Horrorkomödie                                                                                               | [ 15 ] [ 16 ] [ 17 ] [ 18 ] [ 22 ] |
| 2008 | Martyrs                                         | FR/CAN       | Pascal Laugier                   | Horror-Thriller der die Folgen von Gewalt thematisiert                                                      | [ 15 ]                             |
| 2009 | Human Centipede – Der menschliche Tausendfüßler | NL           | Tom Six                          | Kontrovers diskutierter Horrorfilm, in dem ein Teil der Protagonisten operativ miteinander verbunden werden | [ 22 ]                             |
| 2009 | Splice – Das Genexperiment                      | CAN/FR       | Vincenzo Natali                  | Science-Fiction                                                                                             | [ 6 ]                              |
| 2009 | District 9                                      | USA/NZ/CA/ZA | Neill Blomkamp                   | Science-Fiction, in dem ein Mensch durch Infektion zu einem Außerirdischen mutiert                          |                                    |
| 2010 | Black Swan                                      | USA          | Darren Aronofsky                 | Oscar für Hauptdarstellerin Natalie Portman (2011)                                                          | [ 53 ]                             |
| 2011 | The Thing                                       | USA/CAN      | Matthijs van Heijningen Jr.      | Prequel zu Das Ding aus einer anderen Welt                                                                  | [ 5 ]                              |
| 2011 | Die Haut, in der ich wohne                      | ESP          | Pedro Almodóvar                  | | [ 19 ]                             |
| 2012 | American Mary                                   | CAN          | Jen und Sylvia Soska             | Die Regisseurinnen des Rape-and-Revenge-Films sind Zwillingsschwestern                                      | [ 9 ] [ 19 ]                       |
| 2012 | Antiviral                                       | CAN/FR       | Brandon Cronenberg               | Sohn von David Cronenberg                                                                                   | [ 21 ]                             |
| 2014 | Spring                                          | USA          | Justin Benson und Aaron Moorhead | Liebesgeschichte                                                                                            | [ 19 ] [ 21 ] [ 54 ]               |
| 2014 | It Follows                                      | USA          | David Robert Mitchell            | Horrorfilm                                                                                                  | [ 17 ]                             |
| 2014 | Bite                                            | USA          | Justin Benson und Aaron Moorhead | Insektenstich mit Folgen: Tierhorrorfilm                                                                    | [ 21 ] [ 55 ]                      |
| 2016 | Raw                                             | FR/BE        | Julia Ducournau                  | Horrordrama, in dem die Lust auf menschliches Fleisch zu Kannibalismus führt                                | [ 9 ] [ 16 ] [ 17 ]                |
| 2016 | The Autopsy of Jane Doe                         | USA          | André Øvredal                    | Horrorfilm                                                                                                  | [ 16 ] [ 22 ]                      |
| 2016 | Seoul Station                                   | KOR          | Yeon Sang-ho                     | Apokalyptischer Zombiefilm. Gewann beim Brussels International Fantastic Film Festival den Silbernen Raben. | [ 23 ]                             |
| 2018 | The Perfection                                  | USA          | Richard Shepard                  | Horror-Thriller mit sich steigernder Gewaltspirale                                                          | [ 19 ] [ 21 ]                      |
| 2018 | Venom                                           | USA          | Ruben Fleischer                  | Selbstironische Antihelden-Adaption eines Marvel Comics                                                     | [ 56 ]                             |
| 2019 | Swallow                                         | USA/FR       | Carlo Mirabella-Davis            | Psychothriller über eine ungewöhnliche Schwangerschaft                                                      | [ 18 ]                             |

### Ab 2020
| Jahr | Titel                              | Land              | Regie              | Genre/Sonstiges                                                                                                  | Tipp                 |
| ---- | ---------------------------------- | ----------------- | ------------------ | --- | -------------------- |
| 2020 | Cyst                               | USA               | Tyler Russell      | Eine Zyste mutiert zu einem Monster.                                                                             |                      |
| 2020 | Possessor                          | CAN/UK            | Brandon Cronenberg | Horrorfilm, in dem Menschen als Wirt eines Killers eingesetzt werden. Von David Cronenbergs Sohn.                | [ 16 ] [ 18 ]        |
| 2021 | Titane                             | FR/BE             | Julia Ducournau    | Goldene Palme (2021)                                                                                             | [ 16 ] [ 21 ]        |
| 2021 | Gaia – Grüne Hölle                 | Südafrika         | Jaco Bouwer        | Fantasyfilm über den Angriff eines Pilzes aus dem Dschungel mit Horrorelementen                                  | [ 21 ] [ 58 ]        |
| 2021 | Candyman                           | Kanada, USA       | Nia DaCosta        | Der Film basiert auf der Kurzgeschichte The Forbidden, aus Clive Barkers Books of Blood (Drehbuch: Jordan Peele) | [ 59 ]               |
| 2022 | Crimes of the Future               | CAN/ Griechenland | David Cronenberg   | Science-Fiction-Film, in dem die Menschheit unter beschleunigter Evolution leidet                                | [ 16 ] [ 21 ] [ 60 ] |
| 2022 | Hellraiser – Das Schloss zur Hölle | USA               | David Bruckner     | Remake von Clive Barkers Hellraiser – Das Tor zur Hölle (1987)                                                   | [ 61 ]               |
| 2022 | Hatching                           | Finnland          | Hanna Bergholm     | Skandinavischer Psychohorrorfilm, Gesellschaftskritik inklusive                                                  | [ 62 ]               |
| 2024 | The Substance                      | UK, USA, FR       | Coralie Fargeat    | Golden Globe Award für Demi Moore in der Hauptrolle                                                              | [ 63 ] [ 64 ]        |
| 2025 | The Ugly Stepsister                | NOR               | Emilie Blichfeldt  | Moderne Aschenputtel-Variation zur Wahrnehmung von Körperbild und Schönheitsidealen.                             | [ 65 ]               |

## Computerspiele
Im Bereich der Computerspiele gibt es zahlreiche Spiele, insbesondere aus der Sparte Survival Horror, deren Charaktere entweder selbst Veränderungen im Sinne von Body Horror durchleben oder im Spiel mit diesen konfrontiert werden.
Mitunter sind es nicht die Spieler selbst, sondern, wie in Dead Space (2008) die Angreifer, die durch den Einsatz von Body-Horror besonders abstoßend und bedrohlich wirken. Eine Rezension bezeichnete die Nekromorphs aus Dead Space als die furchterregendsten Kreaturen, die jemals in Computerspielen auftraten (Originaltext: most terrifying creatures in gaming history).
Einige Beispiele sind:
- Resident Evil (Survival Horror, 1996)
- Silent Hill (Survival Horror, 1999)
- The Suffering (Survival Horror, 2004)
- BioShock (Survival Horror mit Genmanipulation, 2007)
- Clive Barker’s Jericho (Ego-Shooter, 2007)
- Dead Space (Survival Horror mit Rollenspielelementen, 2008)
- Fallout 3 (Action-Rollenspiel, 2008)
- Amnesia: The Dark Descent (Survival Horror, 2010)[68]
- The Secret World (Massively Multiplayer Online Role-Playing Game, 2012)
- Outlast (Survival Horror, 2013)
- The Last of Us (Survival Horror, 2013)
- The Evil Within (Survival Horror, 2014)
- Soma (Survival Horror, 2015)
- Bloodborne (Action-Rollenspiel, 2015)
- Resident Evil 7: Biohazard (Survival Horror, 2017. Platz 1 für Body-Horror-Spiele bei GameRant)[66]
- Little Nightmares (Jump ’n’ Run Adventure, 2017)
- Scorn (Horror-Adventure, 2022)
- Elden Ring (Open-World-Action-Rollenspiel, 2022)